# Stephen Bourdow
Stephen Norris Bourdow (Saginaw, 2 de janeiro de 1966) é um velejador estadunidense.

## Carreira
Stephen Bourdow representou seu país nos Jogos Olímpicos de 1992, na qual conquistou uma medalha de prata na classes flying dutchman. 